# Merkel’sches Schwimmbad

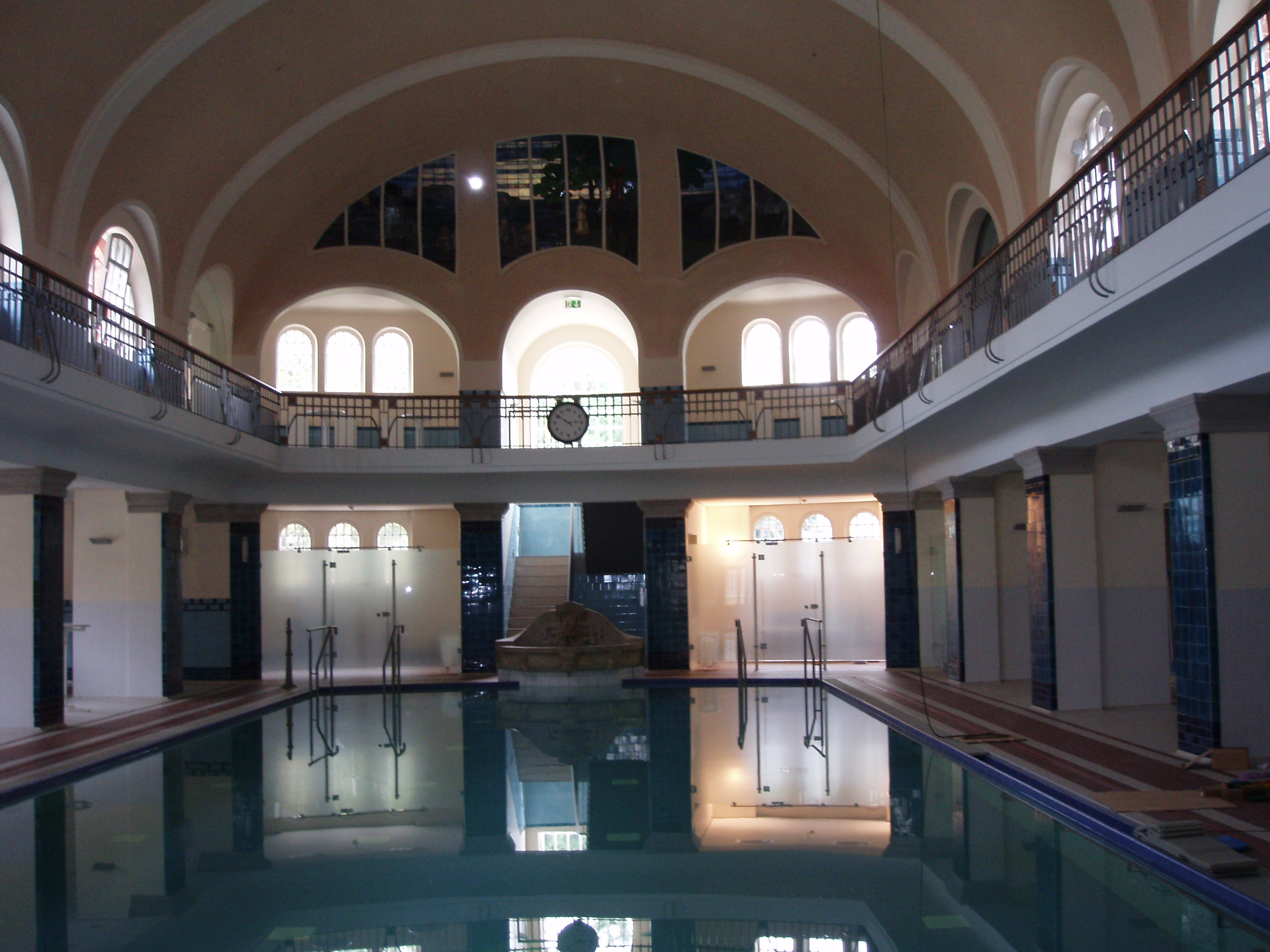
Warmbadehalle

Das Merkel’sche Schwimmbad, ein Hallenbad in Esslingen am Neckar, ist eines der letzten erhaltenen Jugendstil-Hallenschwimmbäder Deutschlands und wurde von 1905 bis 1907 nach Entwurfs- und Ausführungsplänen des Gießener Architekten Hans Meyer ausgeführt.
Das Bad wurde von dem Fabrikanten Oskar Merkel für die Bevölkerung gestiftet; er erhielt daraufhin die Ehrenbürgerwürde der Stadt Esslingen. Neben einem Schwimmbecken bot es auch Dusch- und Wannenbäder für Arbeiter, deren Wohnungen damals normalerweise noch keine Badezimmer hatten.
Das Bauwerk wurde in den 1960er Jahren umgestaltet und um ein Sport- und ein Lehrschwimmbecken erweitert; im Zuge der Renovierung wurde die Decke abgehängt und dadurch die ursprüngliche architektonische Konzeption beeinträchtigt.
Im Zuge erneuter Renovierungsarbeiten, die 2006 weitgehend abgeschlossen wurden, versetzte man die Jugendstil-Elemente – soweit möglich – in ihren Originalzustand zurück und passte die Bade- und Wellnessangebote den aktuellen Bedürfnissen an. In der Warmbadehalle wird nun auf 34 °C erwärmtes Mineralwasser verwendet, das bei neuen Bohrungen zutage kam.
In der Halle sind heute wieder die ursprüngliche hohe Stuckdecke und ein Buntglasfenster, das eine italienische Küstenlandschaft zeigt, zu sehen. Das sechsbahnige Sportbecken ist im Bauzustand der 1960er Jahre erhalten und ebenfalls mit bunten Glasfenstern versehen worden. Für Nichtschwimmer steht nach wie vor das Lehrschwimmbecken zur Verfügung.

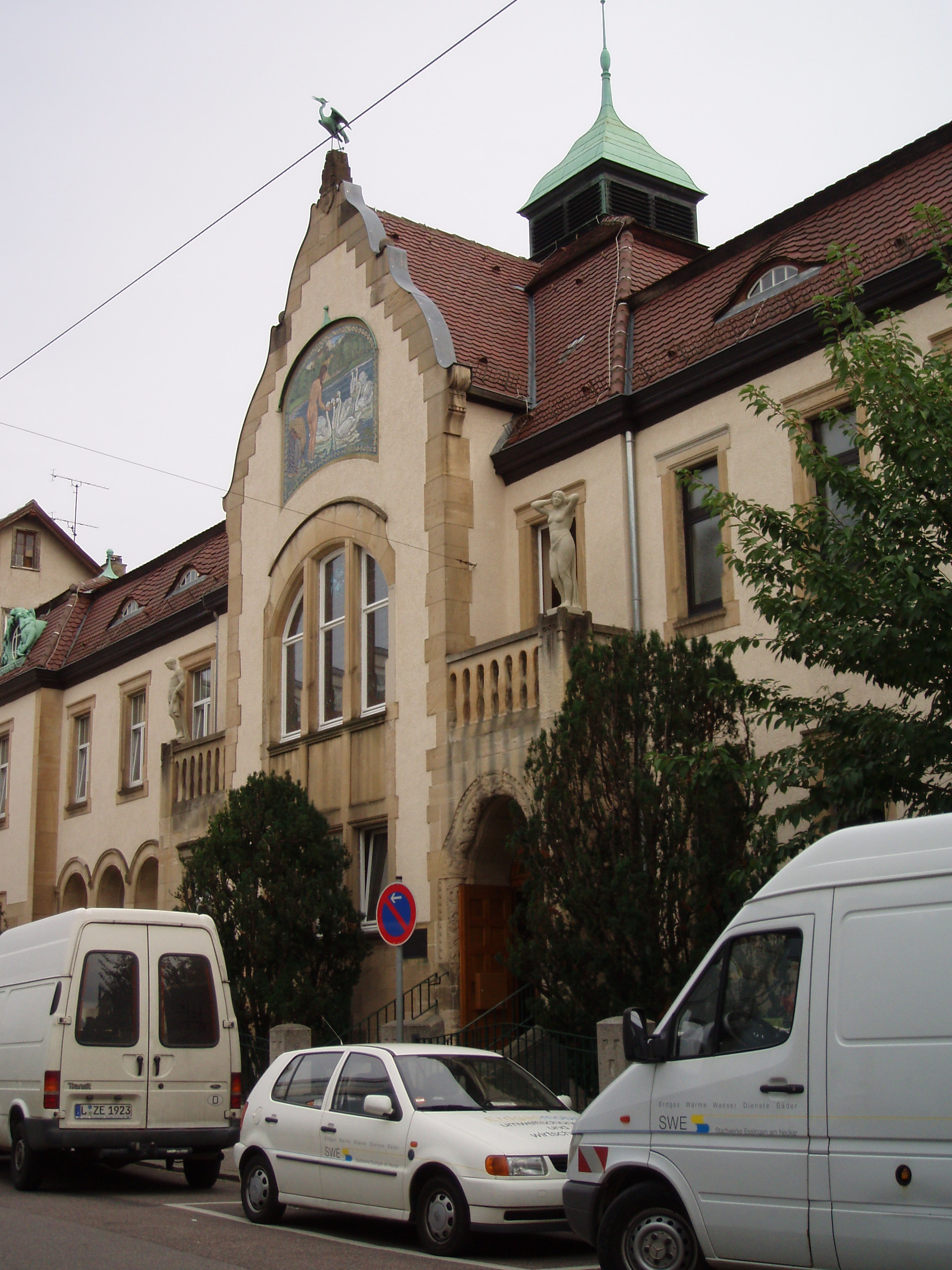
Fassade
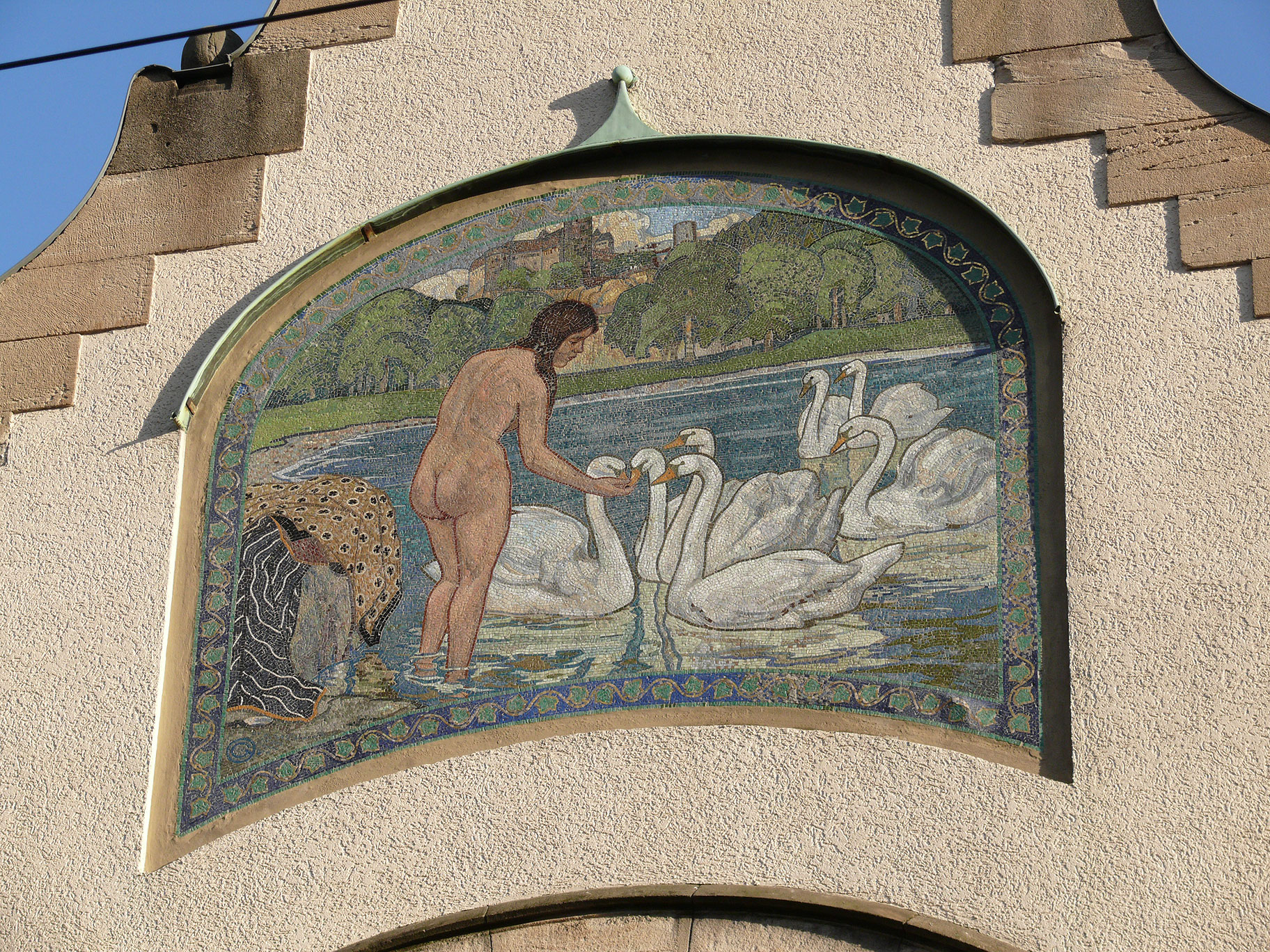
Mosaikschmuck an der Fassade
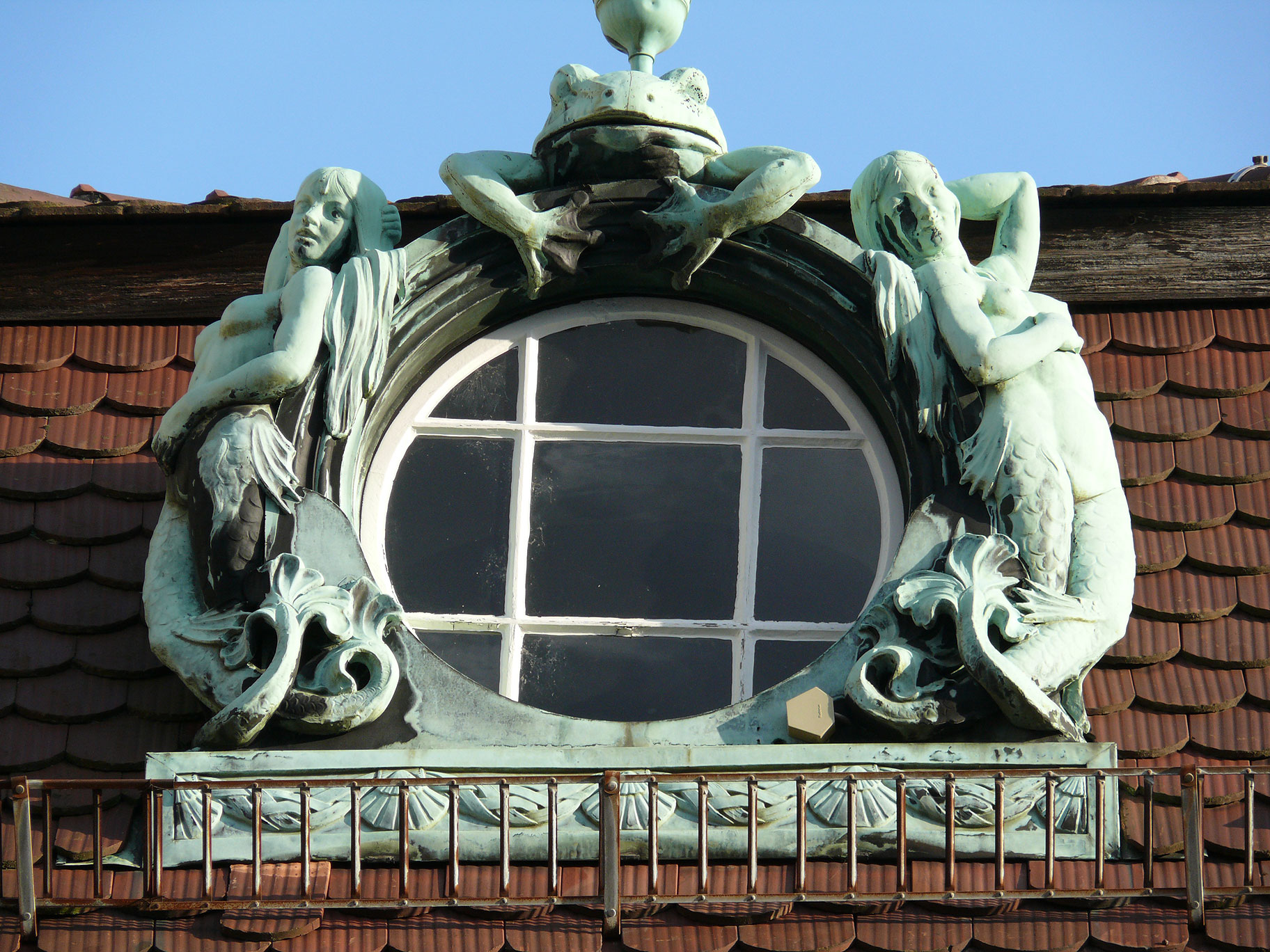
Dachfenster mit Meerjungfrauen
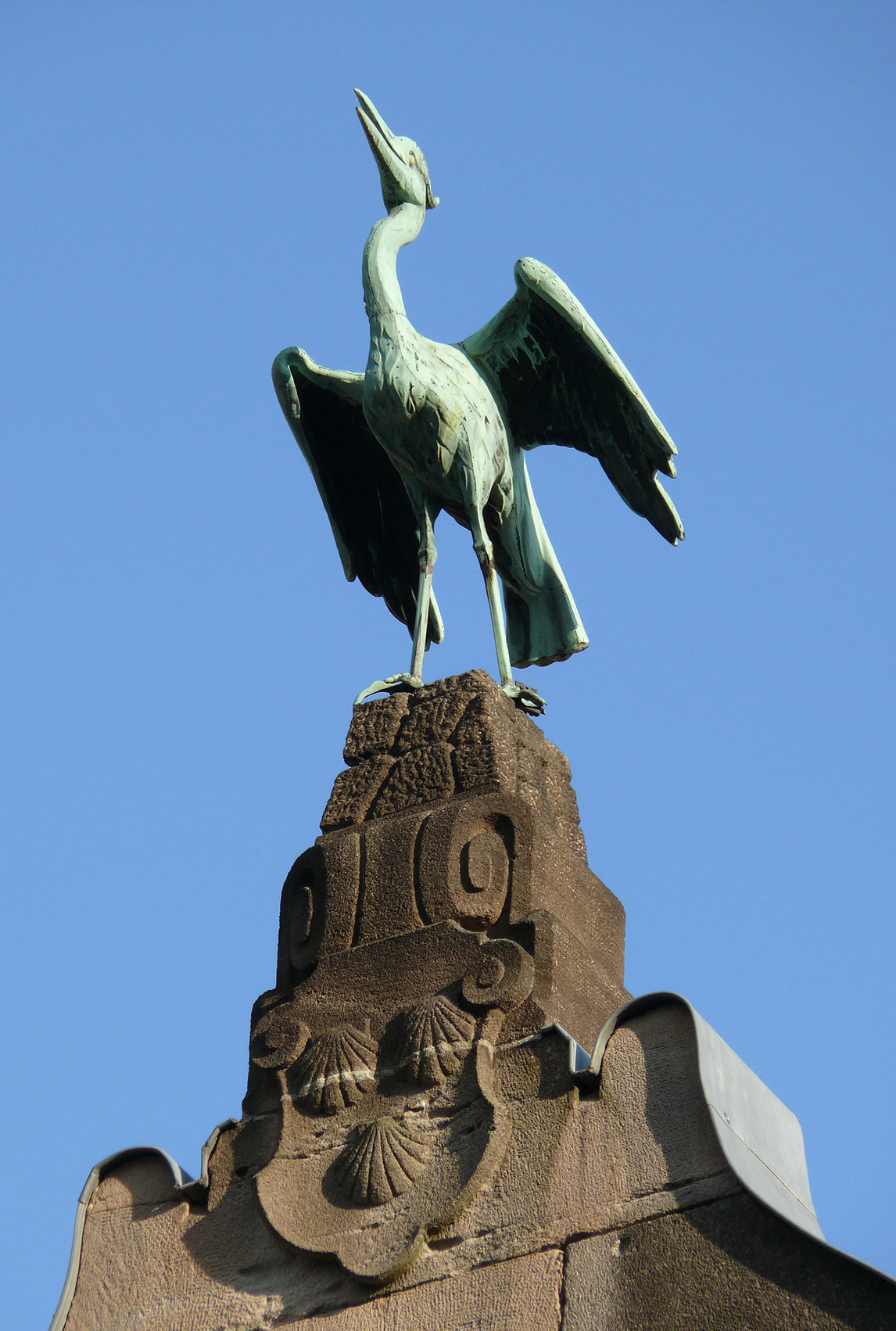
Vogelstatue als Giebelbekrönung
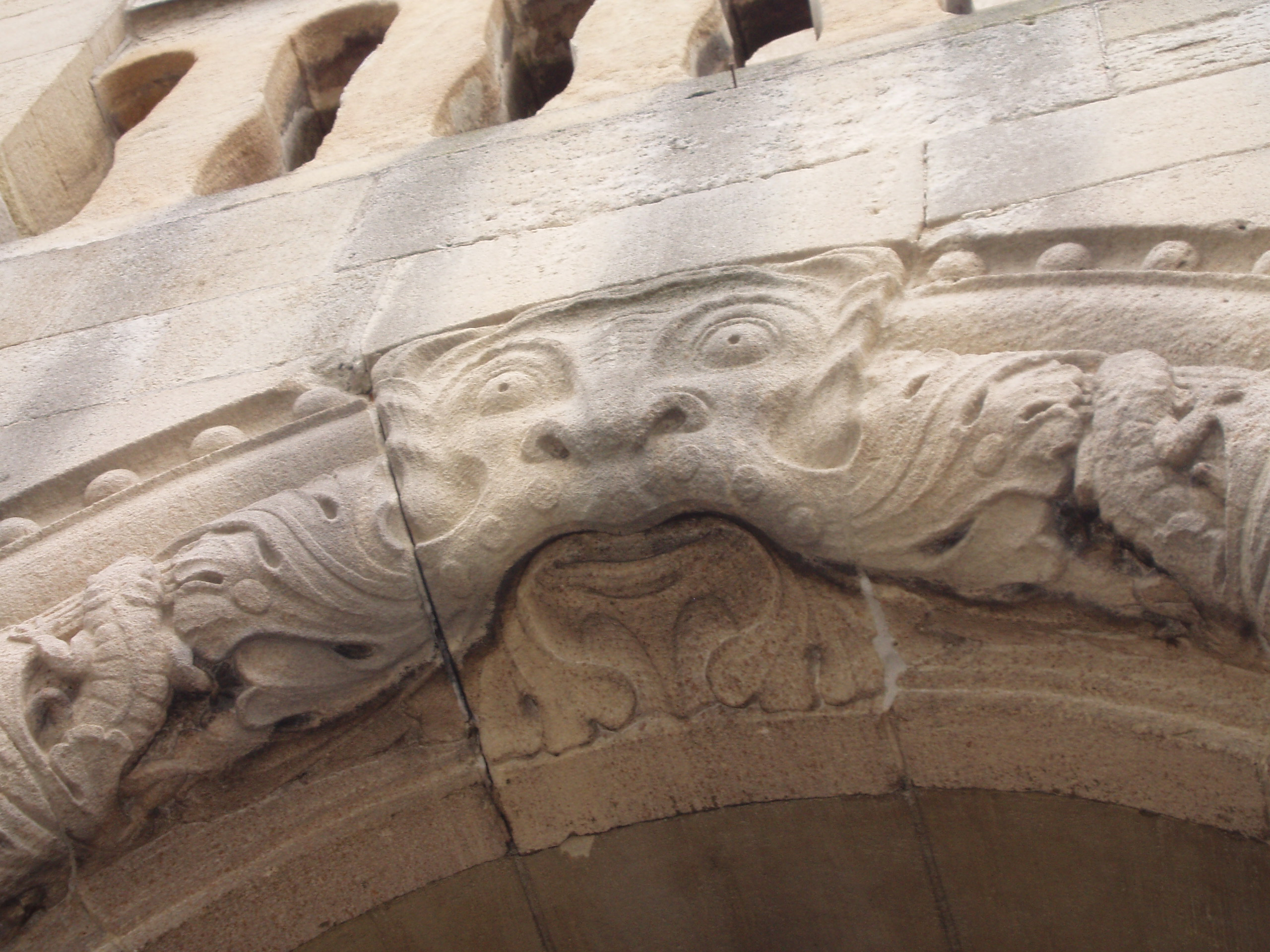
Plastischer Schmuck über dem Eingang